# Hermann Müller (atleta)
Hermann Müller (Berlín, 18 de abril de 1885 - † Berlín, 19 de enero de 1947) fue un atleta alemán especializado en marcha atlética. 
Ganó la medalla de plata en la especialidad de 3 kilómetros marcha en los Juegos Olímpicos de Atenas de 1906.
En estos mismos Juegos Olímpicos participó también en las pruebas de 5 millas y maratón.
Su mejor marca en los 3000 m marcha quedó establecida en el año 1911 con un tiempo de 12:37.6
- El COI no ha reconocido oficialmente los resultados de estos Juegos Olímpicos, que recibieron el nombre de "Juegos Intercalados".
- La prueba de 3 kilómetros marcha no volvió a realizarse de nuevo en unos Juegos Olímpicos hasta los de Amberes de 1920.